# Сърдаря
Сърдаря̀ (на персийски: سيردريا; на казахски: Сырдария; на таджикски: Сирдарё; на узбекски: Sirdaryo) е най-дългата и втора по водоносност река в Средна Азия, протичаща по територията на Узбекистан, Таджикистан и Казахстан. Дължина: 2212 km (с река Нарин: 3019 km). Площ на водосборния басейн с действителен речен отток: 219 хил. km² (с районите без повърхностен отток, но попадащи във водосборния ѝ басейн: 462 хил. km²).

## Географска характеристика

### Водосборен басейн
Водосборният басейн на Сърдаря обхваща около 80% от територията на Киргизстан, източните части на Узбекистан, крайните северни райони на Таджикистан и обширни части от Южен Казахстан (около 90% от територията на Къзълординска област и около 50% от Туркестанска област). Територията на водосборния басейн се простира от югоизток на северозапад. Югоизточната му част е предимно планинска, а северозападната има равнинен характер, като тук вододелът с граничните водосборни басейни е изразен неясно. Площта на водосборния басейн на Сърдаря, където има повърхностен отток, е около 219 хил. km², а заедно с районите без повърхностен отток – 462 хил. km². Басейнът на Сърдаря представлява сложна плетеница от естествени и изкуствени водни течения – реки, канали и водни колектори, като дължината на каналите и колекторите значително превишава дължината на естествената речна мрежа.

### Течение

#### Горно течение
Река Сърдаря се образува от сливането на двете съставящи я реки – Карадаря (лява съставяща) и Нарин (дясна съставяща), водещи началото си от планината Тяншан, в източната част на Ферганската котловина, на 403 m н.в., при село Катартут, Андижанска област на Узбекистан. Реките Карадаря и Нарин, както и самата Сърдаря текат във Ферганската котловина по широка (3 – 5 km) заливна тераса. От околните планински хребети се стичат множество притоци: леви – Исфайрамсай, Шахимардан, Сох, Исфара, Ходжабакирган и др.; десни – Касансай, Гавасай, Чаадаксай и др., като почти никой от тях не успява да влее водите си в Сърдаря, тъй като всичките те изкуствено са разделени на множество напоителни канали, а голяма част от водите им се губят в обширните наносни конуси в подножията на планинските хребети. От реките, стичащи се във Ферганската котловина са отклонени около 700 канала, а от самата Сърдаря в пределите на долината – около 50. Най-големите канали са: от Нарин – Големият Фергански (с допълнителна вода от Карадаря), Големият Андижански и Североферганският; от Карадаря – Андижански, Шаарихансай и Савай; от Сърдаря – Ахунбабаев. От околните планински реки в Карадаря и Сърдаря постъпва допълнително количество вода по повече от 100 колектора и канала, в т.ч. 43 в Карадаря и 45 в Сърдаря, като най-големите колектори са: Саръсу, Карагугон и Северовагдадски.

#### Средно течение
При изхода си от Ферганската котловина в района на узбекския град Бекабад Сърдаря прорязва ниските Фархадски планини, като образува Беговатските (Бекабадските) прагове, завива на северозапад, като тече през обширна, на места заблатена заливна тераса с ширина 10 – 15 km и пресича бившата полупустинна област Гладна степ. В този участък Сърдаря получава отдясно притоците си Ахангаран, Чирчик и Келес. От Ферхадския хидровъзел, изграден при град Бекабад наляво се отделя големият Южногладностепски напоителен канал.

#### Долно течение
След изтичането си от голямото Чардаринско водохранилище започва долното течение на Сърдаря. Тук реката тече през източната периферия на пустинята Къзълкум, като получава само един приток – река Арис. Останалите малки реки, стичащи се на югозапад от хребета Каратау, не достигат до Сърдаря и се губят в пустинята Мойънкум. Коритото на Сърдаря в долното ѝ течение е на по-високо ниво от обкръжаващата я местност, изпъстрено е с хиляди меандри и е неустойчиво, като предизвиква чести наводнения в околните по-ниски райони. Влива се в североизточната част на Аралско море, като образува делта с многочислени ръкави, протоци, езера и блата.

### Хидроложки показатели
Оттокът на Сърдаря се формира основно в горната част на водосборния ѝ басейн. Подхранването ѝ е предимно снежно, в по-малка степен ледниково и дъждовно. Има пролетно-лятно пълноводие, от март-април до август-септември. В равнинната част на водосборния ѝ басейн режимът на оттока се нарушава, а водността ѝ намалява за сметка на водата, използвана за напояване. Среден многогодишен отток на река Нарин при град Учкурган – 434 m³/s, на река Карадаря при село Камиррават – 122 m³/s, а на Сърдаря след сливането им при село Кал – 492 m³/s, при изхода от Ферганската котловина – 566 m³/s, след устието на река Чирчик – 703 m³/s, при град Казалинск – 446 m³/s. Средният сумарен годишен отток при изхода от планините се равнява на 37,8 km³, а при Казалинск – 14,1 km³, т.е. в областите с потребление на вода от потреблението и от изпарението се губят 23,7 km³ (63%) от водата на реката при изхода ѝ от планините.

## Икономика и екология
С развитието на селското стопанство в СССР, реката започва да се използва изключително активно, най-вече за напояване, както и другите реки в района, което води до затруднения в определянето на основните параметри на реката. За напояването на 2,2 млн. ха земи, в напоителни канали са отведени над 40 km³, а постъпващата вода по колекторите от други реки е 13 km³. Оттокът на реката се регулира от изградените по течението ѝ няколко водохранилища, най-големи от които са Кайракумското и Чардаринското – с общ обем над 7 km³. На река Нарин е изградено голямото Токтогулско водохранилище (14 km³), а на Карадаря – Андижанското водохранилище (1,6 km³). Малки водохранилища са изградени и се изграждат по множество от притоците ѝ. Във водосборния басейн на Сърдаря действат 61 ВЕЦ с обща мощност 2,8 GW, в т.ч. Чарвакската ВЕЦ на река Чирчик (0,6 GW) и Токтогулската ВЕЦ (1,2 GW). Агресивната употреба на водата на реките Сърдаря и Амударя са основната причина за намаляването на площта и разделянето на Аралско море на отделни малки водни басейни. Река Сърдаря е плавателна на отделни участъци от град Бекабад до устието.

## Населени места
По течението на реката и в нейната долина са разположени стотици населени места, в т.ч. градовете:
- Узбекистан – Пап, Бекабад и Ширин;
- Таджикистан – Ходжинт и Кайракум;
- Казахстан – Чардара, Къзълорда, Байконур и Казалинск

## Историческа справка
Гръцкото наименование на реката е Яксарт (Ιαξάρτης, Яксартес). Тя се превръща в северна граница за завоеванията на Александър Велики, който основава на нейния бряг град Александрия Есхате – сега Ходжент.